# Niky – der Trucker
Niky – der Trucker ist eine Comicserie, die erstmals 1980 in Le Journal de Tintin veröffentlicht worden ist. Das Szenario und die Zeichnungen stammen von Dupa. In Deutschland erschienen die Comics von 1987 bis 1989 als Fortsetzungsgeschichte in den Ausgaben 629 bis 636, 645 bis 652 und 685 bis 692 des Comicmagazines Yps.

## Entstehung
Dupa hatte die Idee zu dem Comic, als er einen Freund besuchte, der neben einem Transportunternehmen wohnte. Von dessen Haus sah er einen LKW und dachte sich „wenn man die Welt mit einem solchen Gefährt bereist, wird die Windschutzscheibe zum Fernsehbildschirm, durch den man die Welt betrachtet.“

## Alben
Bei éditions Lombard erschienen drei Alben:
- 1985: Tome 1 : Fausse note pour un camionneur (Die Melonen-Fahrt, Yps-Ausgaben 629 bis 636, 1987/1988)
- 1986: Tome 2 : Le huitième sarcophage (Der Auftrag aus Ägypten, Yps-Ausgaben 645 bis 652, 1988)
- 1988: Tome 3 : Un iceberg au soleil (Der Eisberg in der Wüste, Yps-Ausgaben 685 bis 692, 1989)[1]